# 川嶋周一
川嶋 周一（かわしま しゅういち、1972年 - ）は、日本の政治学者。明治大学政治経済学部政治学科教授。専門は、政治学・国際政治史・ヨーロッパ政治外交史（EU研究含）。渋沢・クローデル賞受賞。指導教授は田口晃。

## 略歴
神奈川県鎌倉市生まれ。1997年北海道大学法学部卒業。1999年北海道大学大学院法学研究科修士課程修了。2002年パリ第4大学（Université Paris IV Paris - Sorbonne）にてDEA(Diplôme d'Etudes Approfondies、Histoire des relations internationales et de l'Europe)取得。2003年北海道大学大学院法学研究科博士課程単位取得満期退学。
2004年、北海道大学から『1960年代、ヨーロッパ秩序変容期における独仏関係史』で博士（法学）の学位を取得。日本学術振興会特別研究員（PD、2003-05年）、明治大学政治経済学部専任講師（2005-10年）、明治大学政治経済学部准教授（2010-19年）を経て2019年4月より現職。
2008年、『独仏関係と戦後ヨーロッパ国際秩序』で第25回渋沢・クローデル賞を受賞。

## 著書

### 単著
- 『独仏関係と戦後ヨーロッパ国際秩序――ドゴール外交とヨーロッパの構築 1958－1969』（創文社, 2007年）
- 『独仏関係史 : 三度の戦争からEUの中核へ』（中公新書, 2024年）

### 編纂史料
- （原典・ヨーロッパ統合史研究会・遠藤乾）『ヨーロッパ統合史史料総覧――米欧各国のヨーロッパ統合史史料集の採録史料一覧』（旭図書刊行センター、2004年）

## 論文

### 雑誌論文
- 「エリゼ条約の成立と戦後ドイツ＝フランス関係史（1・2）」『北大法学論集』51巻1/2号（2000年）
- 「EECの成立と欧州統合史の手法に関する一考察――欧州共通農業政策の成立に関連して」『現代史研究』49号（2003年）
- "Politique etrangere et europeenne du Chancelier Ludwig Erhard: l'initiative allemande 1964"『北大法学論集』53巻6号（2003年）
- 「冷戦と独仏関係――二つのグランド・デザインと変容する米欧関係の間で 1959年-1962年」『国際政治』134号（2003年）
- 「フランス外交の〈三つのサークル〉?――ユーラフリック、ヨーロッパ、世界政策－1958年9月18日覚書の分析から－」『日仏政治研究』2号（2006年）
- 「欧州共通農業政策の成立とヨーロッパ統合の政体化――コミトロジー・システムの成立・拡散の考察から」『政経論叢』76巻1・2号（2007年）
- 「ヨーロッパ構築過程における共通農業政策の起源と成立 1950-1962」『政経論叢』77巻3・4号（2009年）
- 「ヨーロッパ連合構想と『新しいヤルタ』──70年代以降の『自立的ヨーロッパ』模索の中の冷戦終焉ビジョン」『国際政治』157号（2009年）

### 単行本所収論文
- 「大西洋同盟の動揺とEECの定着 1958-69年」遠藤乾編『ヨーロッパ統合史』（名古屋大学出版会, 2008年）
- 「フランス」網谷龍介、成廣孝、伊藤武編『ヨーロッパのデモクラシー』（ナカニシヤ出版, 2008年）
- 「独仏関係の政治的射程──エリゼ条約を超えて」廣田功編『欧州統合の半世紀と東アジア共同体』（日本経済評論社, 2009年）
- 「もう一つの『正史』――農業統合の系譜とプール・ヴェール交渉、1948-1954年」遠藤乾、板橋拓己編『複数のヨーロッパ――欧州統合史のフロンティア』（北海道大学出版会, 2011年）
- 「EU規制力の史的形成」遠藤乾、鈴木一人編『EUの規制力――グローバル・スタンダードを左右する隠れた超大国』（日本経済評論社, 2012年）
- 「EUにおける専門性とテクノクラシー問題――コミトロジーとデモクラシーの関係をめぐって」内山融・伊藤武・岡山裕編『専門性の政治学――デモクラシーとの相克と和解』（ミネルヴァ書房, 2012年）